# Katar na Letních olympijských hrách 1992
Katar se účastnil Letní olympiády 1992 ve španělské Barceloně. Zastupovalo ho 28 mužů ve dvou sportech.

## Medailisté
| Medaile | Jméno             | Sport    | Soutěž              |
| ------- | ----------------- | -------- | ------------------- |
| Bronz   | Muhammad Sulajmán | Atletika | Muži běh na 1 500 m |